# Casaseca de las Chanas
Casaseca de las Chanas est une commune espagnole de la province de Zamora dans la communauté autonome de Castille-et-León.